# Дел Деббио, Армандо
Армандо Дел Деббио (порт. Armando Del Debbio; 2 ноября 1904, Сантус — 8 мая 1984, Сан-Паулу), или Армандо Дель Деббио (итал. Armando Del Debbio) — бразильский футболист, левый защитник. Легенда клуба «Коринтианс».

## Карьера
Дел Деббио начал свою карьеру в клубе «Сан-Бенто», через два сезона он перешёл в «Коринтианс» и выступал за этот клуб на протяжении 9 лет. За этот период Дел Деббио выиграл 6 чемпионатов Сан-Паулу. В 1931 году Дел Деббио, бывший по национальности итальянцем, уехал на историческую родину. Там он выступал за клуб «Лацио», проведя 90 матчей и забив 2 гола. Дальнейшей карьере Дел Деббио в Италии помешал всеобщий военный призыв мужского населения страны, связанный с войной в Эфиопии.
Уехав из Италии, Дел Деббио вернулся в «Коринтианс», за который выступал ещё 2 сезона, выиграв с клубом ещё один титул чемпиона штата. Всего же за «Тимао» Дел Деббио провёл 215 матчей (143 победы, 31 ничья и 41 поражение) и забил 2 гола. Уйдя из «Коринтианса», Дел Деббио начал карьеру тренера, возглавив клуб «Сан-Паулу», в котором провёл 1 сезон, в котором его клуб провёл 28 игр, из них выиграл 8 матчей, 6 свёл вничью и 14 матчей проиграл. Затем он возвратился в «Тимао» и два сезона проработал помощником главного тренера клуба. 22 октября 1939 года Дел Деббио даже был вынужден провести одну игру за «Коринтианс» против «Ипиранги», из-за проблем клуба с составом.
В 1940 году Дел Деббио в качестве главного тренера возглавил «Коринтианс» и привёл клуб к завоеванию чемпионского титула в 1941 году. А в 1942 и 1944 годах Дел Деббио приводил к чемпионскому званию главного соперника «Коринтианса», клуб «Палмейрас». Также впоследствии Дел Деббио возглавлял «Палмейрас» и «Коринтианс». Всего под его руководством «Коринтианс» провёл 175 матчей (114 побед, 35 ничьих и 36 поражений), а «Палмейрас» 100 матчей (58 побед, 19 ничьих и 23 поражения).
За сборную Бразилии Дел Деббио провёл 3 игры. В составе сборной он дебютировал 24 февраля 1929 года в матче с уругвайским клубом «Рампла Хуниорс». Второй матч сыграл 1 августа 1930 года против сборной Франции. А последний матч в футболке национальной команды Дел Деббио провёл 2 июля 1931 года против команды венгерской команды «Ференцварош», где забил единственный в составе сборной гол.

## Достижения
Как игрок
- Чемпион штата Сан-Паулу: 1922, 1923, 1924, 1928, 1929, 1930, 1937, 1939

Как тренер
- Чемпион штата Сан-Паулу: 1941, 1942, 1944

## Международная статистика
| Матчи Дел Деббио за сборную Бразилии | Матчи Дел Деббио за сборную Бразилии | Матчи Дел Деббио за сборную Бразилии | Матчи Дел Деббио за сборную Бразилии | Матчи Дел Деббио за сборную Бразилии | Матчи Дел Деббио за сборную Бразилии | Матчи Дел Деббио за сборную Бразилии |
| ------------------------------------ | ------------------------------------ | ------------------------------------ | ------------------------------------ | ------------------------------------ | ------------------------------------ | ------------------------------------ |
| №                                    | Дата                                 | Место проведения                     | Оппонент                             | Счёт                                 | Голы                                 | Турнир                               |
| 1                                    | 24 февраля 1929                      | Рио-де-Жанейро                       | Рампла Хуниорс                       | 4:2                                  | -                                    | Товарищеский матч                    |
| 2                                    | 1 августа 1930                       | Рио-де-Жанейро                       | Франция                              | 3:2                                  | -                                    | Товарищеский матч                    |
| 3                                    | 2 июля 1931                          | Сан-Паулу                            | Ференцварош                          | 6:1                                  | 1                                    | Товарищеский матч                    |